# Suore del Santissimo Sacramento (České Budějovice)
Le Suore del Santissimo Sacramento (in ceco Kongregace Sester Nejsvětější Svátosti; sigla C.S.Ss.S.) sono un istituto religioso femminile di diritto pontificio.

## Storia
La congregazione fu fondata da Kristiána Šebestová, che nel 1887 acquistò una casa a České Budějovice e iniziò a condurvi vita comune insieme con cinque compagne.
Martin Josef Říha, vescovo di České Budějovice, concesse l'approvazione diocesana all'istituto l'8 dicembre 1887; la congregazione ricevette il pontificio decreto di lode il 27 febbraio 1933 e le sue costituzioni ottennero l'approvazione definitiva il 12 aprile 1949.

## Attività e diffusione
Le suore si dedicano all'educazione della gioventù, alla cura dei malati e alla confezione di paramenti sacri.
Sono presenti in Repubblica Ceca; la sede generalizia è a České Budějovice.
Alla fine del 2015 l'istituto contava 25 religiose in 2 case.